# Raúl Mera
Raúl Ebers Mera Pozzi, född 14 juni 1936 i Montevideo, är en uruguayansk före detta basketspelare.
Mera blev olympisk bronsmedaljör i basket vid sommarspelen 1956 i Melbourne.